# مدينة سحاب الصناعية
تعرف أيضاً باسم مدينة الملك عبد الله الثاني ابن الحسين الصناعية. وقد أنشأت عام 1984 في مدينة سحاب (مدينة)، وتبلغ مساحتها الكلية حوالي 2,530 دونم، تساوي البنية التحتية الصناعية المتمكنة في المنطقة التي توفر العديد من الصناعات الكبيرة والصغيرة والمتوسطة. وهي الأقدم بين نظيراتها في الأردن.

## مميزاتها
تشتمل المدينة على بنى تحتية وفوقية متكاملة، تطابق أعلى المواصفات الدولية للمدن الصناعية، الأمر الذي جعلها نموذجية في تصميمها، وشاملة لمجموعة كبيرة من الاستثمارات، حيث تضم جميع القطاعات الصناعية العشر المصنفة. بالإضافة إلى وقوعها على الطريق السريع الذي يربط الأردن بالعراق والسعودية، وقربها من مطار الملكة علياء الدولي.
أراضي ومباني المدينة الصناعية متاحة للشراء أو الإيجار بأسعار ميسّرة، كما توفّر المزايا الصناعية التالية للمنشآت العاملة فيها:
- الشركات العاملة معفاة من ضريبة الدخل وضريبة الخدمات الاجتماعية لمدة سنتين من بدء العمل.
- تعفى المشاريع العاملة من ضرائب الأراضي والمباني في مختلف مراحل المشروع.

## القيمة الاقتصادية
تتضمن المدينة 358 مصنع، يبلغ حجم الاستثمار فيها ما يقرب المليار دينار أردني، وهي بذا تعتبر أحد أهم روافد الاقتصاد الأردني، وتدعم سوق العمل بتوفيرها حوالي خمسة عشر ألف وظيفة.
وعلى مدى أكثر من ربع قرن، أصبحت هذه المدينة الصناعية ركناً أساسياً من أركان البيئة الاستثمارية الأردنية القادرة على خدمة الاستثمار الصناعي بكافة أشكاله وتوفير مسببات وجوده ونجاح مسيرته لتنطلق منها مؤسسة المدن الصناعية لإنشاء مدن صناعية في مختلف مناطق الأردن.
تبلغ قيمة صادرات المدينة إلى الأسواق العربية والعالمية ما يزيد على نصف مليار دينار أردني سنوياً، وتدخل في منتجات مصانعها العديد من الخامات والمواد الأولية التي تنتج في المملكة.
وفي مجال التعليم والتدريب تسهم المدينة من خلال معهد صناعي ومدرسة صناعية ثانوية ومركز للتدريب المهني في رفد مصانع المدينة والسوق الأردني بالكفاءات الأردنية المدربة والقادرة على استخدام أحدث ما وصلت إليه التكنولوجيا العالمية في المجال الصناعي.